# Tournoi pré-olympique de l'UEFA 1967-1968
Navigation
Tokyo 1964 Munich 1972
Le tournoi pré-olympique de l'UEFA 1967-1968 a eu pour but de désigner les 4 nations qualifiées au sein de la zone Europe pour participer au tournoi final de football, disputé lors des Jeux olympiques de Mexico en 1968. Médaillée d'or et tenante du titre, la Hongrie est qualifiée d'office. 17 pays originaires du continent européen ont effectivement pris part aux matches de qualification.
Le tournoi européen de qualification aux Jeux olympiques d'été de 1968 s'est déroulé entre le 22 mars 1967 et le 1er juin 1968. Trois tours ont été disputés entre quatre groupes de cinq équipes, à l'issue desquels le vainqueur de chaque finale de poule s'est qualifié pour les Jeux à l'issue d'un système à élimination directe disputé en match aller-retour, en jouant si nécessaire un match d'appui car la règle des buts marqués à l'extérieur n'est pas en vigueur. Au terme de ces éliminatoires, la Tchécoslovaquie, la Bulgarie, la France et l'Espagne ont décroché leur participation au tournoi olympique.
Les quatre nations britanniques (l'Angleterre, l'Écosse, l'Irlande du Nord et le pays de Galles) sont réunies sous la bannière de la Grande-Bretagne.

## Pays qualifiés
| Dates                            | Lieu      | Places | Qualifiés                               |
| -------------------------------- | --------- | ------ | --------------------------------------- |
| du 22 mars 1967 au 1er juin 1968 | Itinérant | 4      | Tchécoslovaquie Bulgarie France Espagne |

Dans le système à élimination directe avec des matches aller et retour, en cas d'égalité parfaite au score cumulé des deux rencontres, les mesures suivantes sont d'application :

- Organisation de prolongations et, au besoin, d'une séance de tirs au but, si les deux équipes sont toujours à égalité au terme des prolongations,
- La règle des buts marqués à l'extérieur n'est pas en vigueur.

## Résultats des qualifications

### Groupe 1

#### Premier tour
| Équipe 1         | Résultat | Équipe 2        | Aller | Retour |
| ---------------- | -------- | --------------- | ----- | ------ |
| Union soviétique | -        | Albanie forfait | -     | -      |

#### Détail des rencontres
|  | Union soviétique | Q. - forfait | Albanie |  |  |
|  |                  |              |         |  |  |

#### Second tour
| Équipe 1        | Résultat | Équipe 2            | Aller | Retour |
| --------------- | -------- | ------------------- | ----- | ------ |
| Pologne         | 1 - 3    | Union soviétique    | 0 - 1 | 1 - 2  |
| Tchécoslovaquie | -        | Yougoslavie forfait | -     | -      |

#### Détail des rencontres
| 28 juillet 1967    | Pologne | 0 - 1   | Union soviétique | Stade olympique Wrocław, Pologne             |                                              |
| 17:00 heure locale | | (0 - 0) | Tchislenko 59e | Spectateurs : 50 000 Arbitrage : Bertil Lööw | Spectateurs : 50 000 Arbitrage : Bertil Lööw |
| 17:00 heure locale | Rapport 1 Rapport 2 |         | | Spectateurs : 50 000 Arbitrage : Bertil Lööw | Spectateurs : 50 000 Arbitrage : Bertil Lööw |
| 17:00 heure locale | Kornek (pl) - Kowalski, Gmoch, Oślizło (en) , Anczok - Schmidt (nl), Suski (en) - Gadocha ( 46e Jarosik), Lubański, Szołtysik, Liberda | Équipes | Pshenichnikov - Afonine, Chesternev , Khourtsilava, Tskhovrebov (en) - Voronine, Szabó - Tchislenko, Banichevski, Streltsov, Bychovets ( 46e Malofeev) | Spectateurs : 50 000 Arbitrage : Bertil Lööw | Spectateurs : 50 000 Arbitrage : Bertil Lööw |

| 4 août 1967        | Union soviétique | 2 - 1   | Pologne | Stade Central Lénine Moscou, Union soviétique |                                              |
| 19:00 heure locale | Tchislenko 3e · Banichevski 59e | (1 - 0) | Lubański 64e (pen.) | Spectateurs : 90 000 Arbitrage : Jack Taylor  | Spectateurs : 90 000 Arbitrage : Jack Taylor |
| 19:00 heure locale | Rapport 1 Rapport 2 |         | | Spectateurs : 90 000 Arbitrage : Jack Taylor  | Spectateurs : 90 000 Arbitrage : Jack Taylor |
| 19:00 heure locale | Pshenichnikov - Afonine, Chesternev , Khourtsilava, Tskhovrebov (en) - Voronine, Szabó - Tchislenko, Banichevski, Streltsov, Malofeev | Équipes | Brol (pl) - Kowalski, Gmoch, Oślizło (en) , Anczok - Schmidt (nl), Suski (en), Domarski - Lubański, Szołtysik, Gadocha | Spectateurs : 90 000 Arbitrage : Jack Taylor  | Spectateurs : 90 000 Arbitrage : Jack Taylor |

|  | Tchécoslovaquie | Q. - forfait | Yougoslavie |  |  |
|  |                 |              |             |  |  |

#### Finale
| Équipe 1         | Résultat | Équipe 2        | Aller | Retour |
| ---------------- | -------- | --------------- | ----- | ------ |
| Union soviétique | 3 - 5    | Tchécoslovaquie | 3 - 2 | 0 - 3  |

#### Détail des rencontres
| 21 mai 1968        | Union soviétique | 3 - 2   | Tchécoslovaquie | Stade Central Lénine Moscou, Union soviétique     |                                                   |
| 19:30 heure locale | Khourtsilava 45e · Tchislenko 85e · Anichkin 87e | (1 - 0) | Čapkovič 51e · Štrunc (en) 73e                                                                                         | Spectateurs : 92 000 Arbitrage : Gottfried Dienst | Spectateurs : 92 000 Arbitrage : Gottfried Dienst |
| 19:30 heure locale | Rapport 1 Rapport 2 |         | | Spectateurs : 92 000 Arbitrage : Gottfried Dienst | Spectateurs : 92 000 Arbitrage : Gottfried Dienst |
| 19:30 heure locale | Pshenichnikov - Afonine ( 30e Levchenko), Chesternev , Khourtsilava, Anichkin - Voronine, Kaplitchny - Tchislenko, Banichevski, Bychovets, Ievrioujikine | Équipes | Vencel - Pivarník, Jarábek (en) , Plass (en), Hagara - Tesař (cs), Pollák - Štrunc (en), Jurkanin, Bartalský, Čapkovič | Spectateurs : 92 000 Arbitrage : Gottfried Dienst | Spectateurs : 92 000 Arbitrage : Gottfried Dienst |

| 1er juin 1968 | Tchécoslovaquie                          | 3 - 0 | Union soviétique | Stadion Bazaly Ostrava, Tchécoslovaquie        |                                                |
| | Pollák 20e · Pivarník 25e · Čapkovič 72e | (2 - 0) |                  | Spectateurs : 20 000 Arbitrage : John Gow (hu) | Spectateurs : 20 000 Arbitrage : John Gow (hu) |
| | Rapport 1 Rapport 2                      | |                  | Spectateurs : 20 000 Arbitrage : John Gow (hu) | Spectateurs : 20 000 Arbitrage : John Gow (hu) |
| Vencel - Pivarník, Jarábek (en) , Plass (en), Hagara - Tesař (cs), Pollák - Štrunc (en), Jurkanin, Bartalský, Čapkovič | Équipes                                  | Pshenichnikov - Istomine, Chesternev , Khourtsilava, Anichkin ( 31e Malofeev) - Tchislenko, Kaplitchny - Nodia, Banichevski, Logofet, Ievrioujikine |                  | Spectateurs : 20 000 Arbitrage : John Gow (hu) | Spectateurs : 20 000 Arbitrage : John Gow (hu) |

### Groupe 2

#### Premier tour
| Équipe 1 | Résultat | Équipe 2           | Aller | Retour |
| -------- | -------- | ------------------ | ----- | ------ |
| Grèce    | 0 - 10   | Allemagne de l'Est | 0 - 5 | 0 - 5  |

#### Détail des rencontres
| 22 mars 1967 | Grèce   | 0 - 5 | Allemagne de l'Est                                                   | Stade Apóstolos Nikolaïdis Athènes, Grèce     |                                               |
| |         | (0 - 2) | Naumann (de) 32e · Backhaus 42e · Stein 65e 70e · Lienemann (de) 86e | Spectateurs : 8 000 Arbitrage : Božidar Botić | Spectateurs : 8 000 Arbitrage : Božidar Botić |
| | Rapport | |                                                                      | Spectateurs : 8 000 Arbitrage : Božidar Botić | Spectateurs : 8 000 Arbitrage : Božidar Botić |
| Kalogeropoulos - Siokos, Katsikaris, Rellis, Charalambidis, Tzenos - Tomarás ( Exarkheidis), Kirmizas - Remoundos, Sevastopoulos, Angelis | Équipes | Blochwitz - Urbanczyk, Wruck (de), Bransch, Naumann (de) - Seehaus, Irmscher - Stein, Backhaus, Kreische ( 40e Lienemann (de)), Löwe |                                                                      | Spectateurs : 8 000 Arbitrage : Božidar Botić | Spectateurs : 8 000 Arbitrage : Božidar Botić |

| 14 juin 1967 | Allemagne de l'Est                                                     | 5 - 0 | Grèce | Heinz-Steyer-Stadion Dresde, Allemagne de l'Est       |                                                       |
| | Kreische 4e 60e · Naumann (de) 32e (pen.) · Seehaus 45e · Irmscher 56e | (2 - 0) |       | Spectateurs : 15 000 Arbitrage : Gusztáv Bircsák (hu) | Spectateurs : 15 000 Arbitrage : Gusztáv Bircsák (hu) |
| | Rapport                                                                | |       | Spectateurs : 15 000 Arbitrage : Gusztáv Bircsák (hu) | Spectateurs : 15 000 Arbitrage : Gusztáv Bircsák (hu) |
| Blochwitz - Urbanczyk, Wruck (de), Bransch, Naumann (de) - Seehaus, Irmscher - Hoge (en), Backhaus, Kreische, Löwe | Équipes                                                                | Saraliotis - Siokos, Tzenos, Rellis, Eleftheriadis - Tomarás, Charalambidis ( 46e Markou) - Kostulas, Stoligas, Angelis, Sevastopoulos |       | Spectateurs : 15 000 Arbitrage : Gusztáv Bircsák (hu) | Spectateurs : 15 000 Arbitrage : Gusztáv Bircsák (hu) |

#### Second tour
| Équipe 1           | Résultat | Équipe 2 | Aller | Retour |
| ------------------ | -------- | -------- | ----- | ------ |
| Turquie            | 2 - 6    | Bulgarie | 2 - 3 | 0 - 3  |
| Allemagne de l'Est | 2 - 0    | Roumanie | 1 - 0 | 1 - 0  |

#### Détail des rencontres
| 12 octobre 1967 | Turquie                          | 2 - 3                                                                                                   | Bulgarie                                     | Mithatpaşa Stadyumu Ankara, Turquie                   |                                                       |
| | Yalçıntaş 31e · Sözer 34e (pen.) | (2 - 0)                                                                                                 | Davidov 48e · Dermendzhiev 61e · Yakimov 80e | Spectateurs : 18 000 Arbitrage : Bruno De Marchi (it) | Spectateurs : 18 000 Arbitrage : Bruno De Marchi (it) |
| | Rapport 1 Rapport 2              | |                                              | Spectateurs : 18 000 Arbitrage : Bruno De Marchi (it) | Spectateurs : 18 000 Arbitrage : Bruno De Marchi (it) |
| Özkasap ( Özdenak (en) ) - Günalp (de), Arca (en), Gençosmanoğlu, Sarı - Yiğit, Sözer, Yalçıntaş - Ertaul, Karadoğan (de), Konca (en) | Équipes                          | Simeonov - Gaydarski, Penev, Gaganelov , Zhechev - Davidov, Dermendzhiev - Popov, Bonev, Jekov, Yakimov |                                              | Spectateurs : 18 000 Arbitrage : Bruno De Marchi (it) | Spectateurs : 18 000 Arbitrage : Bruno De Marchi (it) |

| 18 novembre 1967   | Allemagne de l'Est | 1 - 0   | Roumanie | Walter-Ulbricht-Stadion Berlin, Allemagne de l'Est |                                                 |
| 13:30 heure locale | Pankau 8e (pen.) | (1 - 0) | | Spectateurs : 35 000 Arbitrage : Václav Davídek    | Spectateurs : 35 000 Arbitrage : Václav Davídek |
| 13:30 heure locale | Rapport |         | | Spectateurs : 35 000 Arbitrage : Václav Davídek    | Spectateurs : 35 000 Arbitrage : Václav Davídek |
| 13:30 heure locale | Blochwitz - Urbanczyk, Wruck (de), Bransch - Pankau, Irmscher, Nöldner, Erler - Hoge (en), Frenzel, Löwe ( 46e Vogel) | Équipes | Coman - Sătmăreanu, Nicolae (en), Coe, Mocanu - Gergely, Dobrin, Koszka (en), Năsturescu (en) ( 46e Lucescu) - Constantin, Ionescu | Spectateurs : 35 000 Arbitrage : Václav Davídek    | Spectateurs : 35 000 Arbitrage : Václav Davídek |

| 22 novembre 1967 | Bulgarie                                     | 3 - 0 | Turquie | Stade national Vassil-Levski Sofia, Bulgarie  |                                               |
| | Mikhaïlov 53e · Nikodimov 72e · Georgiev 87e | (0 - 0) |         | Spectateurs : 10 000 Arbitrage : Helmut Fritz | Spectateurs : 10 000 Arbitrage : Helmut Fritz |
| | Rapport 1 Rapport 2                          | |         | Spectateurs : 10 000 Arbitrage : Helmut Fritz | Spectateurs : 10 000 Arbitrage : Helmut Fritz |
| Bonchev (en) - Gaydarski, Hristakiev, Aleksiev - Petrov, Georgiev, Y. Kirilov (en) ( 46e Nikodimov) - Sokolov, Jekov, Mikhaïlov, P. Kirilov | Équipes                                      | Özkasap - Ferizcan, Arca (en), Gençosmanoğlu, Sarı - Okyar (en), Saner, Yiğit - Ertaul, Karadoğan (de), Konca (en) |         | Spectateurs : 10 000 Arbitrage : Helmut Fritz | Spectateurs : 10 000 Arbitrage : Helmut Fritz |

| 6 décembre 1967    | Roumanie | 0 - 1   | Allemagne de l'Est                                                                                     | Stadionul 23 August Bucarest, Roumanie           |                                                  |
| 13:30 heure locale | | (0 - 1) | Irmscher 8e                                                                                            | Spectateurs : 50 000 Arbitrage : Leonard Eliński | Spectateurs : 50 000 Arbitrage : Leonard Eliński |
| 13:30 heure locale | Rapport 1 Rapport 2 |         | | Spectateurs : 50 000 Arbitrage : Leonard Eliński | Spectateurs : 50 000 Arbitrage : Leonard Eliński |
| 13:30 heure locale | Coman - Sătmăreanu, Nicolae (en), Coe, Mocanu - Gergely, Koszka (en) - Pîrcălab, Constantin, Ionescu, Kallo (en) ( 46e Sasu) | Équipes | Blochwitz - Urbanczyk, Wruck (de), Rock, Bransch - Irmscher, Pankau, Erler - Hoge (en), Frenzel, Vogel | Spectateurs : 50 000 Arbitrage : Leonard Eliński | Spectateurs : 50 000 Arbitrage : Leonard Eliński |

#### Finale
| Équipe 1 | Résultat | Équipe 2           | Aller | Retour |
| -------- | -------- | ------------------ | ----- | ------ |
| Bulgarie | 6 - 4    | Allemagne de l'Est | 4 - 1 | 2 - 3  |

#### Détail des rencontres
| 10 avril 1968 | Bulgarie                               | 4 - 1 | Allemagne de l'Est | Gradski Stadion Stara Zagora, Bulgarie          |                                                 |
| | Dimitrov 9e · Jekov 73e 75e 80e (pen.) | (1 - 0) | Bransch 65e        | Spectateurs : 30 000 Arbitrage : Erich Linemayr | Spectateurs : 30 000 Arbitrage : Erich Linemayr |
| | Rapport                                | |                    | Spectateurs : 30 000 Arbitrage : Erich Linemayr | Spectateurs : 30 000 Arbitrage : Erich Linemayr |
| Yordanov ( 89e Krastev ) - Gaydarski, Hristakiev, Apostolov - Petrov, Yanchovski, Georgiev - Kirilov, Mikhaïlov, Jekov, Dimitrov ( 38e Gyonin) | Équipes                                | Blochwitz - Bransch, Wruck (de), Rock, Urbanczyk - Irmscher ( 46e Fräßdorf), Erler, Pankau - Hoge (en), Frenzel, Vogel |                    | Spectateurs : 30 000 Arbitrage : Erich Linemayr | Spectateurs : 30 000 Arbitrage : Erich Linemayr |

| 24 avril 1968                                                                                                 | Allemagne de l'Est                       | 3 - 2 | Bulgarie          | Zentralstadion Leipzig, Allemagne de l'Est    |                                               |
| | Fräßdorf 4e · Sparwasser 20e · Vogel 37e | (1 - 1) | Mikhaïlov 18e 76e | Spectateurs : 35 000 Arbitrage : Othmar Huber | Spectateurs : 35 000 Arbitrage : Othmar Huber |
| | Rapport                                  | |                   | Spectateurs : 35 000 Arbitrage : Othmar Huber | Spectateurs : 35 000 Arbitrage : Othmar Huber |
| Croy - Fräßdorf, Wruck (de), Bransch, Rock - Pankau, Löwe, Sparwasser - Frenzel, Erler ( 33e Irmscher), Vogel | Équipes                                  | Yordanov - Gaydarski, Hristakiev, Apostolov - Petrov, Davidov, Yanchovski, Georgiev - Jekov, Mikhaïlov, Dimitrov |                   | Spectateurs : 35 000 Arbitrage : Othmar Huber | Spectateurs : 35 000 Arbitrage : Othmar Huber |

### Groupe 3

#### Premier tour
| Équipe 1 | Résultat | Équipe 2 | Aller | Retour |
| -------- | -------- | -------- | ----- | ------ |
| Finlande | 1 - 0    | Pays-Bas | 0 - 0 | 1 - 0  |

#### Détail des rencontres
| 24 mai 1967 | Finlande            | 0 - 0                                                                                        | Pays-Bas | Helsingin Olympiastadion Helsinki, Finlande                     |                                                                 |
| |                     | (0 - 0)                                                                                      |          | Spectateurs : 19 181 Arbitrage : Anvar Huszainovics Zverev (hu) | Spectateurs : 19 181 Arbitrage : Anvar Huszainovics Zverev (hu) |
| | Rapport 1 Rapport 2 |                                                                                              |          | Spectateurs : 19 181 Arbitrage : Anvar Huszainovics Zverev (hu) | Spectateurs : 19 181 Arbitrage : Anvar Huszainovics Zverev (hu) |
| Halme (fi) - Mäkipää (fi), Kautonen (fi), Kanerva (fi), Kokko (fi) - Mäkelä (fi) , Laine (fi) - Nuoranen (fi), Hyvärinen, Lindholm, Pahlman | Équipes             | Bos - Delmotte, Lonnee, Mel, de Vries - Scheurink, Leget - de Wit, de Vos, Ouwens, de Ridder |          | Spectateurs : 19 181 Arbitrage : Anvar Huszainovics Zverev (hu) | Spectateurs : 19 181 Arbitrage : Anvar Huszainovics Zverev (hu) |

| 14 juin 1967                                                                                 | Pays-Bas | 0 - 1 | Finlande       | Stadion Nieuw-Monnikenhuize (nl) Arnhem, Pays-Bas |                                                |
|                                                                                              |          | (0 - 0) | Laine (fi) 61e | Spectateurs : 5 000 Arbitrage : Hubert Burguet    | Spectateurs : 5 000 Arbitrage : Hubert Burguet |
|                                                                                              | Rapport  | |                | Spectateurs : 5 000 Arbitrage : Hubert Burguet    | Spectateurs : 5 000 Arbitrage : Hubert Burguet |
| Bos - Delmotte, Lonnee, Mel, de Vries - Scheurink, Leget - de Vos, Ouwens, de Wit, de Ridder | Équipes  | Näsman (en) - Mäkipää (fi) , Kilponen (fi), Kautonen (fi), Aho (fi) - Syrjävaara (en), Laine (fi) - Kumpulampi (fi), Markku Hyvärinen, Lindholm, Martti Hyvärinen (fi) ( 46e Nuoranen (fi)) |                | Spectateurs : 5 000 Arbitrage : Hubert Burguet    | Spectateurs : 5 000 Arbitrage : Hubert Burguet |

#### Second tour
| Équipe 1 | Résultat | Équipe 2 | Aller | Retour   |
| -------- | -------- | -------- | ----- | -------- |
| Suisse   | 2 - 4    | Autriche | 1 - 0 | 1 - 4 ap |
| Finlande | 2 - 4    | France   | 1 - 1 | 1 - 3    |

#### Détail des rencontres
| 15 octobre 1967                                                                                  | Suisse       | 1 - 0 | Autriche | Stadion Breite (en) Schaffhouse, Suisse       |                                               |
|                                                                                                  | Heutschi 15e | (1 - 0) |          | Spectateurs : 2 800 Arbitrage : Marcel Zeimes | Spectateurs : 2 800 Arbitrage : Marcel Zeimes |
| Anderegg - Babel, Ruprecht, Martin, Wegmann - Merlin, Hoppler - Bregy, Heutschi, Buffoni, Bosset | Équipes      | Johann Schorn - Scheffl, Zacsek, Babler, Haider - Milanovich, Langgruber - Granabetter, Komanovits, Burgholzer, Voggenberger ( 46e Jaros) |          | Spectateurs : 2 800 Arbitrage : Marcel Zeimes | Spectateurs : 2 800 Arbitrage : Marcel Zeimes |

| 15 octobre 1967 | Finlande                      | 1 - 1 | France     | Helsingin Olympiastadion Helsinki, Finlande     |                                                 |
| | Laine (fi) 22e                | (1 - 1) | Hallet 23e | Spectateurs : 7 691 Arbitrage : Alexandru Pîrvu | Spectateurs : 7 691 Arbitrage : Alexandru Pîrvu |
| | Rapport 1 Rapport 2 Rapport 3 | |            | Spectateurs : 7 691 Arbitrage : Alexandru Pîrvu | Spectateurs : 7 691 Arbitrage : Alexandru Pîrvu |
| Näsman (en) - Mäkipää (fi) , Kilponen (fi), Kautonen (fi), Nummila (fi) - Partanen (fi), Syrjävaara (en) - Tolsa, Lindholm, Hyvärinen, Laine (fi) | Équipes                       | Ribul (en) - Planté, Verhoeve (en), Lempereur (en), Hodoul - Laurier, Pech, Larqué, Hallet - Horlaville, Géorgin |            | Spectateurs : 7 691 Arbitrage : Alexandru Pîrvu | Spectateurs : 7 691 Arbitrage : Alexandru Pîrvu |

| 29 octobre 1967                                                                                                   | France                                            | 3 - 1 | Finlande     | Parc des Princes Paris, France                 |                                                |
| | Kanyan 25e · Zix (en) 70e (pen.) · Horlaville 72e | (1 - 1) | Lindholm 30e | Spectateurs : 5 702 Arbitrage : Joaquim Campos | Spectateurs : 5 702 Arbitrage : Joaquim Campos |
| | Rapport 1 Rapport 2                               | |              | Spectateurs : 5 702 Arbitrage : Joaquim Campos | Spectateurs : 5 702 Arbitrage : Joaquim Campos |
| Ribul (en) - Planté, Zix (en), Lempereur (en), Verhoeve (en) - Tribot, Pech - Kanyan, Géorgin, Horlaville, Hallet | Équipes                                           | Näsman (en) - Mäkipää (fi) , Kilponen (fi), Kautonen (fi) - Aho (fi), Hyvärinen, Syrjävaara (en) - Nuoranen (fi), Lindholm, Tolsa, Laine (fi) |              | Spectateurs : 5 702 Arbitrage : Joaquim Campos | Spectateurs : 5 702 Arbitrage : Joaquim Campos |

| 5 novembre 1967 | Autriche                                  | 4 - 1 a. p. | Suisse       | Praterstadion Vienne, Autriche                   |                                                  |
| | Burgholzer 50e 94e · Voggenberger 65e 92e | (0 - 1, 2 - 1)                                                                                                   | Heutschi 34e | Spectateurs : 30 000 Arbitrage : Karl Riegg (de) | Spectateurs : 30 000 Arbitrage : Karl Riegg (de) |
| Schorn - Scheffl, Zacsek, Babler, Steiner - Milanovich, Langgruber - Granabetter, Voggenberger, Burgholzer, Promintzer ( 46e Krois) | Équipes                                   | Anderegg - Babel, Ruprecht, Martin, Wegmann - Merlin, Teruzzi ( 46e Bregy) - Buffoni, Heutschi, Hoppler, Glauser |              | Spectateurs : 30 000 Arbitrage : Karl Riegg (de) | Spectateurs : 30 000 Arbitrage : Karl Riegg (de) |

#### Finale
| Équipe 1 | Résultat | Équipe 2 | Aller | Retour |
| -------- | -------- | -------- | ----- | ------ |
| France   | 4 - 2    | Autriche | 3 - 1 | 1 - 1  |

#### Détail des rencontres
| 1er mai 1968 | France                             | 3 - 1 | Autriche              | Parc des Princes Paris, France                                  |                                                                 |
| | Perrigaud 11e · Horlaville 71e 73e | (1 - 0) | Milanovich 65e (pen.) | Spectateurs : 13 509 Arbitrage : Anvar Huszainovics Zverev (hu) | Spectateurs : 13 509 Arbitrage : Anvar Huszainovics Zverev (hu) |
| | Rapport                            | |                       | Spectateurs : 13 509 Arbitrage : Anvar Huszainovics Zverev (hu) | Spectateurs : 13 509 Arbitrage : Anvar Huszainovics Zverev (hu) |
| Ribul (en) - Planté, Zix (en) , Lempereur (en), Verhoeve (en) - Hodoul, Laurier - Kanyan, Perrigaud, Horlaville, Hallet | Équipes                            | Schorn - Haider, Zacsek, Babler, Steiner - Scheffl, Suttner ( Milanovich), Langgruber - Jaros, Granabetter, Burgholzer |                       | Spectateurs : 13 509 Arbitrage : Anvar Huszainovics Zverev (hu) | Spectateurs : 13 509 Arbitrage : Anvar Huszainovics Zverev (hu) |

| 12 mai 1968 | Autriche       | 1 - 1 | France      | Lindenstadion Eisenstadt, Autriche                     |                                                        |
| | Granabetter 7e | (1 - 0) | Géorgin 77e | Spectateurs : 10 000 Arbitrage : William Joseph Mullan | Spectateurs : 10 000 Arbitrage : William Joseph Mullan |
| | Rapport        | |             | Spectateurs : 10 000 Arbitrage : William Joseph Mullan | Spectateurs : 10 000 Arbitrage : William Joseph Mullan |
| Schorn - Komanovits, Nekam, Babler, Günther Enz - Milanovich, Langgruber - Granabetter, Pelikan ( 46e Jaros), Burgholzer, Promintzer | Équipes        | Ribul (en) - Planté, Zix (en) , Lempereur (en), Verhoeve (en) - Hodoul, Laurier - Géorgin, Perrigaud, Horlaville, Hallet |             | Spectateurs : 10 000 Arbitrage : William Joseph Mullan | Spectateurs : 10 000 Arbitrage : William Joseph Mullan |

### Groupe 4

#### Premier tour
| Équipe 1 | Résultat | Équipe 2 | Aller | Retour |
| -------- | -------- | -------- | ----- | ------ |
| Islande  | 4 - 6    | Espagne  | 1 - 1 | 3 - 5  |

#### Détail des rencontres
| 31 mai 1967        | Islande | 1 - 1   | Espagne | Laugardalsvöllur Reykjavik, Islande                    |                                                        |
| 20:30 heure locale | Torfason 88e | (0 - 0) | Costas 86e | Spectateurs : 5 448 Arbitrage : Gunnar Michaelsen (hu) | Spectateurs : 5 448 Arbitrage : Gunnar Michaelsen (hu) |
| 20:30 heure locale | Rapport 1 Rapport 2 |         | | Spectateurs : 5 448 Arbitrage : Gunnar Michaelsen (hu) | Spectateurs : 5 448 Arbitrage : Gunnar Michaelsen (hu) |
| 20:30 heure locale | Pétursson - Njálsson (en) , Atlason (en), Torfason, Albertsson - Gunnlaugsson, Jóhannsson ( 40e Árnason (en)), Gunnarsson (en) - Elísson, Hafsteinsson, Geirsson (en) | Équipes | Mendieta (en) - Escudero, Benito, Manolo - Costas, Betzuen (es), González (en) - Felines (en), Lito, Huerta, Asensi | Spectateurs : 5 448 Arbitrage : Gunnar Michaelsen (hu) | Spectateurs : 5 448 Arbitrage : Gunnar Michaelsen (hu) |

| 22 juin 1967       | Espagne | 5 - 3   | Islande | Estadio Antonio Borrachero (es) Madrid, Espagne       |                                                       |
| 18:15 heure locale | Maxi Peláez 32e 44e · Aparicio 68e 84e 88e | (2 - 1) | Torfason 35e · Hafsteinsson 49e · Árnason (en) 64e | Spectateurs : 5 000 Arbitrage : Salih Mohamed Boukili | Spectateurs : 5 000 Arbitrage : Salih Mohamed Boukili |
| 18:15 heure locale | Rapport 1 Rapport 2 |         | | Spectateurs : 5 000 Arbitrage : Salih Mohamed Boukili | Spectateurs : 5 000 Arbitrage : Salih Mohamed Boukili |
| 18:15 heure locale | Mora - Escudero, Manolo, Chufi (es) - Betzuen (es), González (en) - Felines (en), Aparicio, Lito, Tati Valdés (es) ( 46e Asensi), Maxi Peláez | Équipes | Pétursson ( 14e Sigtryggsson) - Njálsson (en) , Atlason (en), Torfason, Albertsson - Kjartansson (en), Árnason (en), Hafsteinsson - Gunnarsson (en), Schram (en), Geirsson (en) | Spectateurs : 5 000 Arbitrage : Salih Mohamed Boukili | Spectateurs : 5 000 Arbitrage : Salih Mohamed Boukili |

#### Second tour
| Équipe 1             | Résultat | Équipe 2        | Aller | Retour |
| -------------------- | -------- | --------------- | ----- | ------ |
| Allemagne de l’Ouest | 1 - 2    | Grande-Bretagne | 0 - 2 | 1 - 0  |
| Espagne              | -        | Italie forfait  | -     | -      |

#### Détail des rencontres
| 25 octobre 1967 | Allemagne de l’Ouest | 0 - 2 | Grande-Bretagne             | Rosenaustadion Augsbourg, Allemagne de l'Ouest     |                                                    |
| |                      | (0 - 1) | Hogwood 21e · Pritchard 75e | Spectateurs : 8 000 Arbitrage : Dimitar Rumentchev | Spectateurs : 8 000 Arbitrage : Dimitar Rumentchev |
| | Rapport              | |                             | Spectateurs : 8 000 Arbitrage : Dimitar Rumentchev | Spectateurs : 8 000 Arbitrage : Dimitar Rumentchev |
| Schulte (de) - Ahmann (en), Mietz (en), Maaß (de), Zorc (en) - Keifler (de), Bergfelder (en), Schmitt (en), Bauerkämper (de) ( 1mte Zobel) - Faltermeier (de), Thelen (de) | Équipes              | Swannell (en) - Gamblin (en), Powell (en), Robertson, Hogwood - Andrews, Sleap (en) - Haider, Townsend, Pritchard, Gray |                             | Spectateurs : 8 000 Arbitrage : Dimitar Rumentchev | Spectateurs : 8 000 Arbitrage : Dimitar Rumentchev |

| 8 novembre 1967 | Grande-Bretagne     | 0 - 1 | Allemagne de l’Ouest | Claremont Road Londres, Royaume-Uni               |                                                   |
| |                     | (0 - 1) | Keifler (de) 20e     | Spectateurs : 5 500 Arbitrage : Jef Dorpmans (nl) | Spectateurs : 5 500 Arbitrage : Jef Dorpmans (nl) |
| | Rapport 1 Rapport 2 | |                      | Spectateurs : 5 500 Arbitrage : Jef Dorpmans (nl) | Spectateurs : 5 500 Arbitrage : Jef Dorpmans (nl) |
| Swannell (en) - Gamblin (en), Powell (en), Robertson, Hogwood - Andrews, Haider, Sleap (en) - Townsend, Gray, Horseman (en) | Équipes             | Schulte (de) - Ahmann (en), Mietz (en), Maaß (de), Zorc (en) - Keifler (de), Zobel, Schmitt (en), Zettelmaier (de) - Faltermeier (de), Alger (en) ( Thelen (de)) |                      | Spectateurs : 5 500 Arbitrage : Jef Dorpmans (nl) | Spectateurs : 5 500 Arbitrage : Jef Dorpmans (nl) |

|  | Espagne | Q. - forfait | Italie |  |  |
|  |         |              |        |  |  |

#### Finale
| Équipe 1 | Résultat | Équipe 2        | Aller | Retour |
| -------- | -------- | --------------- | ----- | ------ |
| Espagne  | 1 - 0    | Grande-Bretagne | 1 - 0 | 0 - 0  |

#### Détail des rencontres
| 27 mars 1968       | Espagne | 1 - 0   | Grande-Bretagne | Estadi de la Nova Creu Alta Sabadell, Espagne        |                                                      |
| 20:00 heure locale | Ortega (en) 4e | (1 - 0) | | Spectateurs : 25 000 Arbitrage : Johan Einar Boström | Spectateurs : 25 000 Arbitrage : Johan Einar Boström |
| 20:00 heure locale | Rapport 1 Rapport 2 |         | | Spectateurs : 25 000 Arbitrage : Johan Einar Boström | Spectateurs : 25 000 Arbitrage : Johan Einar Boström |
| 20:00 heure locale | Mora - Ochoa (en), Espíldora (en), Chufi (es) - Nando, González (en) - Ortega (en), Juan (en), Barrios, Grande (en), Asensi | Équipes | Swannell (en) - Robertson, Powell (en), Moxon - Reid, Hay (en) - Sleap (en), Cumming 82e, Pritchard, Gowling (en), Greene | Spectateurs : 25 000 Arbitrage : Johan Einar Boström | Spectateurs : 25 000 Arbitrage : Johan Einar Boström |

| 10 avril 1968      | Grande-Bretagne                                                                                                  | 0 - 0   | Espagne | White City Stadium Londres, Royaume-Uni      |                                              |
| 19:30 heure locale | | (0 - 0) | | Spectateurs : 3 000 Arbitrage : Roger Machin | Spectateurs : 3 000 Arbitrage : Roger Machin |
| 19:30 heure locale | Rapport 3 Rapport 2 Rapport 3                                                                                    |         | | Spectateurs : 3 000 Arbitrage : Roger Machin | Spectateurs : 3 000 Arbitrage : Roger Machin |
| 19:30 heure locale | Swannell (en) - Robertson, Reid, Powell (en) - Hay (en), Moxon - Sleap (en), Cumming, Haider, Gowling (en), Gray | Équipes | Mora - Ochoa (en), Sala (en), Chufi (es) - Espíldora (en), Benito - Ortuño (en), Juan (en), Ortega (en), Grande (en), Asensi ( 35e Barrios) | Spectateurs : 3 000 Arbitrage : Roger Machin | Spectateurs : 3 000 Arbitrage : Roger Machin |